# Stephen C. Johnson
Stephen Curtis Johnson, inaczej Steve Johnson (ur. 1944) – amerykański informatyk, który przez prawie 20 lat pracował w firmach Bell Labs i AT&T. Jest najbardziej znany jako twórca takiego oprogramowania jak: Yacc, Lint, spell i Portable C Compiler, które przyczyniły się do rozpowszechnienia Uniksa i C. Wniósł również znaczący wkład w tak różnorodne dziedziny jak: muzyka komputerowa, psychometria i projektowanie VLSI.